# Język ndonga
Język ndonga albo ambo albo o(szi)wambo – język z rodziny bantu, używany w Angoli i Namibii. W 1982 roku liczba mówiących wynosiła ok. 240 tys. Blisko spokrewniony z językiem kwanyama – czasem również określanym jako owambo.